# 徐鍇
徐鍇（920年—974年），字楚金，廣陵（今江蘇揚州）人，南唐文字學家。徐鉉弟。

## 生平
先世會稽（今浙江省紹興）人，後遷居廣陵。生於後梁末帝貞明六年（吴宣帝武义二年，920年），四歲而孤，自學成才，十岁即能作诗。，李穆喻徐氏兄弟文采“二陆不能及”，時稱“南唐徐氏二龙”。南唐元宗李璟見其文，以為祕書省正字。保大元年（943年）以秘书郎，齐王景奏授记室。徐氏個性耿介，言论率直，常遭贬抑。以军中书檄援引不当贬为乌江尉。不久复旧官，授右拾遗，集贤殿直学士。宗保大十一年（953年）十二月，又因評論少府监冯延鲁巡抚诸州事触怒唐主，再贬为秘书郎。是正月二十日作〈先圣庙记〉。分司东都。保大十二年（954年）又召为虞部员外郎。十四年，任屯田郎中、知制诰。
乾德元年（963年）曾與兄铉共论猫事，徐铉寫二十事，徐锴得七十余事，其學問與記憶力皆倍於常人。开宝三年（970年）韩熙载卒，徐锴收集其遗文。开宝五年（972年）为右內史舍人，并受赐金紫宿直光政殿兼兵吏部选事，与兄铉号为“二徐”。宋太祖開寶七年（974年）因兄徐鉉奉使入宋，憂懼而卒。

## 著作
著有《說文解字繫傳》40卷、《通釋五音》、《方輿記》、《古今國典》等，南唐灭，其著作多散佚。